# Bäst före?!
Bäst före?! är en komedifilm av Krister Classons monolog/enmansteater från 2006, som också var Classons första framträdande på scen efter att han och Stefan Gerhardsson lade ned duon Stefan & Krister år 2001.
Monologen baserar på Richard Fuchs bok Du ser inte så gammal ut! (2004), hade premiär på Lisebergsteatern den 7 september 2006 (släpptes på DVD den 15 juni 2011), gjordes i 100 föreställningar inklusive förlängd Sverigeturné och sågs live av över 50 000 personer.
Till skillnad mot mycket av Stefan & Krister-duons klassiska material, fick denna monolog en positiv respons även av yrkeskritikerna.
Genom denna tvåtimmarsmonolog tar 51-årige Krister Classon upp fördomar och ett tiotal symptomer om vad åldrandet innebär, på en scen som föreställer en möblerad lägenhet, och den filmade föreställningen växlas av intervjuer med lokala förskolebarns syn på äldre människor.